# Sebastian Shaw
Sebastian Lewis Shaw (Norfolk, 29 de maio de 1905 — Brighton, 23 de dezembro de 1994), foi um ator inglês, conhecido por interpretar o personagem Anakin Skywalker no filme Star Wars: Episódio VI - O Retorno de Jedi, de 1983.

## Carreira
Durante seus 65 anos de carreira, ele apareceu em dezenas de apresentações teatrais e mais de 40 produções de cinema e televisão.
Shaw nasceu e cresceu em Holt, Norfolk, e fez sua estreia como ator aos oito anos de idade em um teatro de Londres. Estudou interpretação na Gresham's School e na Royal Academy of Dramatic Art. Embora tenha trabalhado principalmente nos palcos de Londres, ele fez sua estreia na Broadway em 1929, quando interpretou um dos dois assassinos em Rope's End. Ele apareceu em seu primeiro filme, Caste, em 1930 e rapidamente começou a criar um nome para si mesmo em filmes. Ele se descreveu como um "ator podre" quando jovem e disse que seu sucesso se devia principalmente à sua boa aparência. Ele alegou amadurecer como artista apenas depois de retornar do serviço na Força Aérea Real durante a Segunda Guerra Mundial.
Shaw era particularmente conhecido por suas performances em produções de peças de Shakespeare que foram consideradas ousadas e à frente de seu tempo. Em 1966, ele se juntou à Royal Shakespeare Company, onde permaneceu por uma década e entregou algumas de suas performances mais aclamadas. Ele também escreveu vários poemas e um romance, The Christening, em 1975. Em 1983, ele apareceu na terceira parte da trilogia original de Star Wars, O Retorno de Jedi, como o redimido Anakin Skywalker, bem como o fantasma Skywalker no lançamento original do filme nos cinemas de 1983.

## Filmografia
| Ano  | Título                       | Personagem                | Notas |
| ---- | ---------------------------- | ------------------------- | --- |
| 1930 | Caste                        | Hon. George d'Alroy       | [ 7 ] |
| 1933 | Little Miss Nobody           | Pat Carey                 | [ 8 ] |
| 1933 | House of Dreams              |                           | [ 9 ] |
| 1933 | Taxi to Paradise             | Tom Fanshawe              | [ 10 ] |
| 1934 | The Way of Youth             | Alan Marmon               | [ 11 ] |
| 1934 | The Four Masked Men          | Arthur Phillips           | [ 12 ] |
| 1934 | Get Your Man                 | Robert Halbean            | [ 13 ] |
| 1934 | Adventure Ltd.               | Bruce Blandford           | [ 14 ] |
| 1935 | Brewster's Millions          | Frank                     | [ 15 ] |
| 1935 | The Lad                      | Jimmy                     | [ 16 ] |
| 1935 | The Ace of Spades            | Trent                     | [ 17 ] |
| 1935 | Three Witnesses              | Roger Truscott            | [ 18 ] |
| 1935 | Jubilee Window               | Peter Ward                | [ 19 ] |
| 1935 | Department Store             | John Goodman Johnson      | [ 20 ] |
| 1936 | Tomorrow We Live             | Eric Morton               | [ 21 ] |
| 1936 | Birds of a Feather           | Jack Wortle               | [ 22 ] |
| 1936 | Jury's Evidence              | Philip                    | [ 23 ] |
| 1936 | Men Are Not Gods             | Edmund Davey              | [ 24 ] |
| 1937 | Farewell Again               | Capt. Gilbert Reed        | [ 25 ] |
| 1937 | The Squeaker                 | Frank Sutton              | [ 26 ] |
| 1938 | Julius Caesar                | Marcus Brutus             | |
| 1939 | Too Dangerous to Live        | Jacques Leclerc           | [ 27 ] |
| 1939 | Prison Without Bars          | Doutor                    | |
| 1939 | Table d'Hote                 | Adam                      | "Doubting Hall" section |
| 1939 | The Spy in Black             | Ashington David Blacklock | [ 28 ] |
| 1940 | Now You're Talking           | Charles Hampton           | [ 29 ] |
| 1940 | Three Silent Men             | Sir James Quentin         | [ 30 ] |
| 1940 | Bulldog Sees It Through      | Derek Sinclair            | [ 31 ] |
| 1940 | The Flying Squad             | Inspetor Bradley          | [ 32 ] |
| 1941 | East of Piccadilly           | Tamsie Green              | |
| 1945 | Journey Together             | Squadron Leader Marshall  | |
| 1947 | Hamlet                       | Claudius                  | |
| 1949 | The Glass Mountain           | Bruce McLeod              | |
| 1949 | Landfall                     | Wing Commander Dickens    | |
| 1952 | BBC Sunday Night Theatre     | Archdeacon Adam Brandon   | Episódio: "The Cathedral" |
| 1953 | Laxdale Hall                 | Hugh Marvell, MP          | |
| 1958 | Armchair Theatre             |                           | Episódio: "The Terrorist" |
| 1960 | Here Lies Miss Sabry         | James "Cracker" Talbot    | |
| 1961 | For Elise                    | Ch. Inspetor Lynch        | BBC Home Service Radio Drama |
| 1966 | It Happened Here             | Dr. Richard Fletcher      | |
| 1966 | Out of the Unknown           | Major Gregory             | Episódio: "Walk's End" |
| 1968 | All's Well That Ends Well    | Rei da França             | |
| 1968 | A Midsummer Night's Dream    | Quince                    | [ 33 ] |
| 1972 | Thirty-Minute Theatre        | Juiz                      | Episódio: "The Judge's Wife" |
| 1972 | Dead of Night                | Powys Jubb                | Episódio: "Death Cancels All Debts" |
| 1975 | Village Hall                 | Ralph                     | Episódio: "Lot 23" |
| 1977 | Play for Today               | Abbot General             | Episódio: "A Choice of Evils" |
| 1978 | BBC2 Play of the Week        | Carl Fiodorich            | Episódio: "Liza" |
| 1979 | Rumpole of the Bailey        | Mr. Justice Skelton       | Episódio: "Rumpole and the Show Folk" |
| 1979 | The Old Curiosity Shop       | Avô                       | |
| 1981 | Nanny                        | Mr. Starkie               | Episódio: "Goats and Tigers" |
| 1981 | Timon of Athens              | Ateniense antigo          | |
| 1983 | Reilly: Ace of Spies         | Reverend Thomas           | Episódio: "An Affair with a Married Woman" |
| 1983 | The Weather in the Streets   | Mr. Curtis                | [ 35 ] |
| 1983 | Return of the Jedi           | Anakin Skywalker          | Também aparece como o fantasma da força de Anakin Skywalker no lançamento original e na edição especial de 1997; substituído por Hayden Christensen em todos os lançamentos em DVD e Blu-ray desde 2004 |
| 1983 | The Nation's Health          | Dr. Thurson               | Episódios: "Collapse" and "Decline" |
| 1984 | Crown Court                  | Justice Bewes             | Episódios: "There Was an Old Woman" e "Drunk, Who Cares" |
| 1987 | High Season                  | Sharp                     | [ 39 ] |
| 1988 | The Master Builder           | Knut Brovik               | [ 40 ] |
| 1988 | Casualty                     | Charles Howlett           | Episódio: "Drake's Drum" |
| 1989 | Chelworth                    | Lord Toller               | [ 42 ] [ 43 ] |
| 1991 | Chernobyl: The Final Warning | Grandpa                   | |
| 1991 | Chimera                      | Dr. Liawski               | Papel de atuação final |